# Violette Lijn (1914)

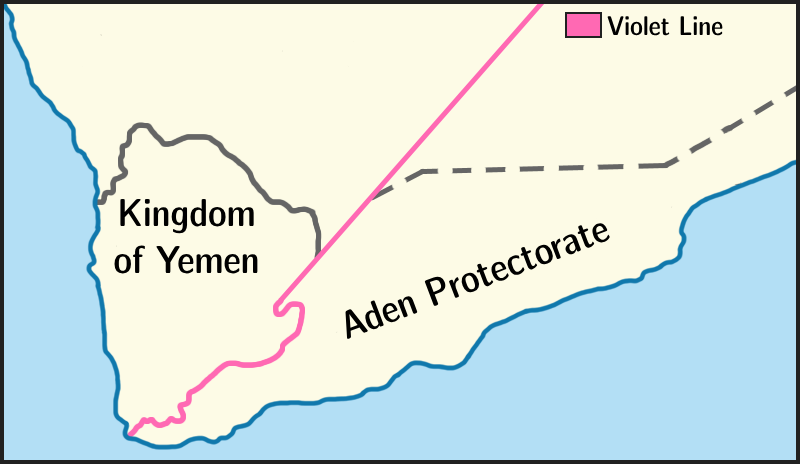
Kaart met de Violette Lijn tussen Noord- en Zuid-Jemen

De Violette Lijn was een grenslijn die in maart 1914 werd overeengekomen tussen het Verenigd Koninkrijk van Groot-Brittannië en Ierland en het Ottomaanse Rijk. Deze grens leidde uiteindelijk tot de grens tussen Noord-Jemen en Zuid-Jemen.
De lijn begon bij het einde van de Blauwe Lijn, zoals overeengekomen tijdens de Anglo-Ottomaanse Conventie van 1913, en liep door tot de grens tussen het Ottomaanse Vilajet Jemen (Noord-Jemen) en het Brits Protectoraat Aden (Zuid-Jemen). Samen met de Blauwe Lijn verdeelde de Violette Lijn het Arabische Schiereiland in feite in tweeën.